# Salzkräuter

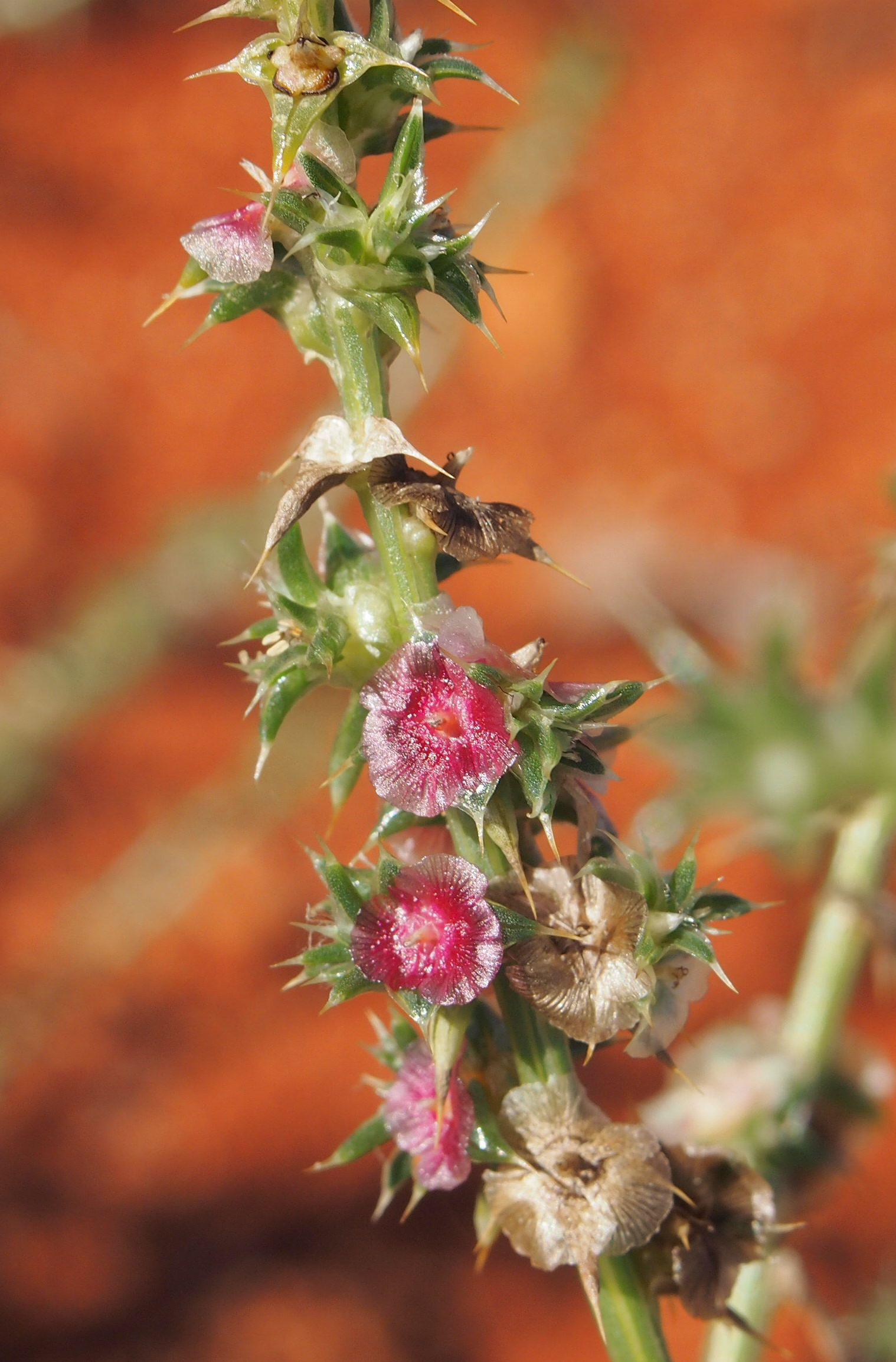
Salsola australis, Fruchtstand

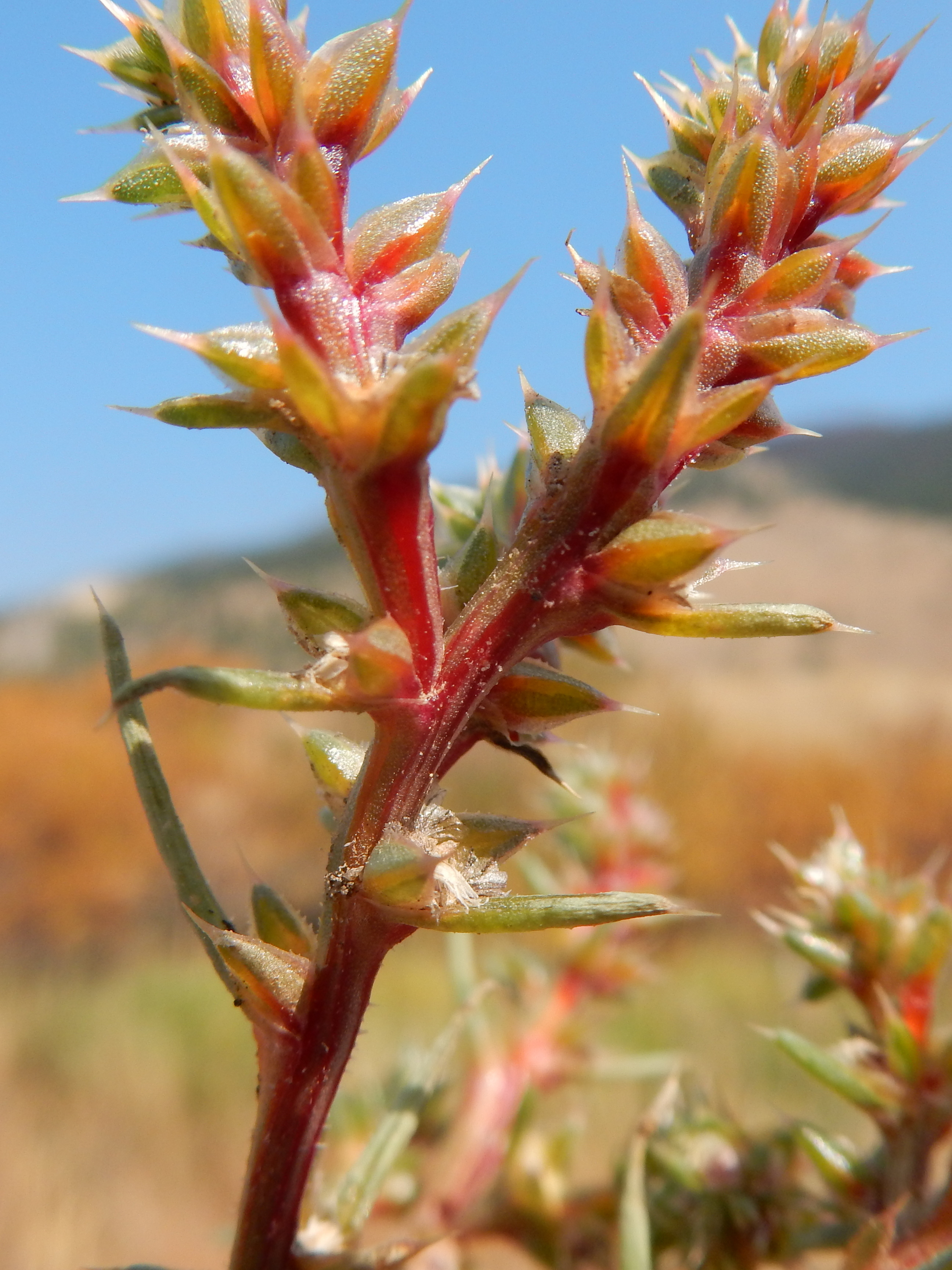
Hügel-Salzkraut (Salsola collina), Blütenstand mit Trag- und Vorblättern

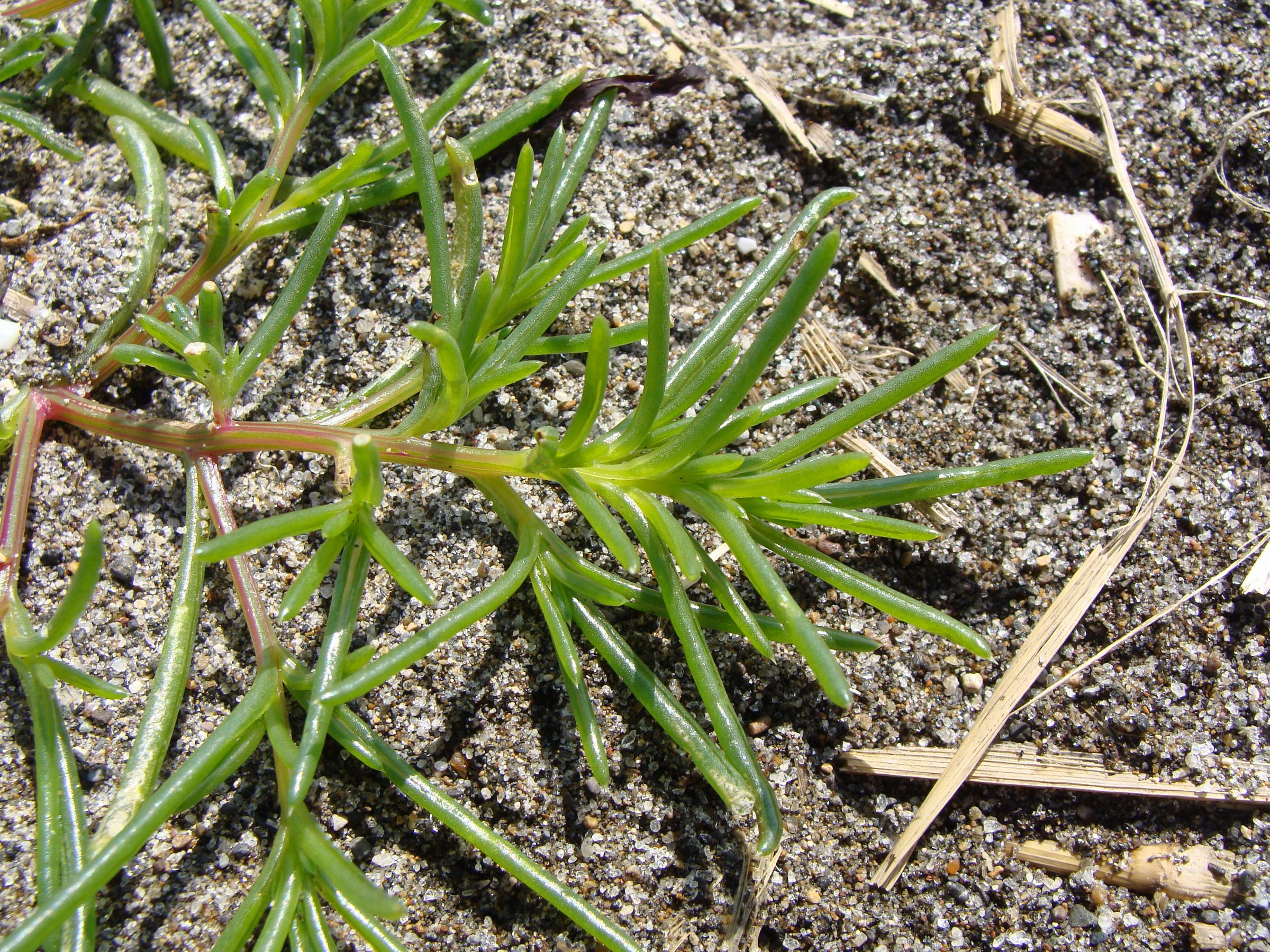
Salsola komarovii, Laubblätter

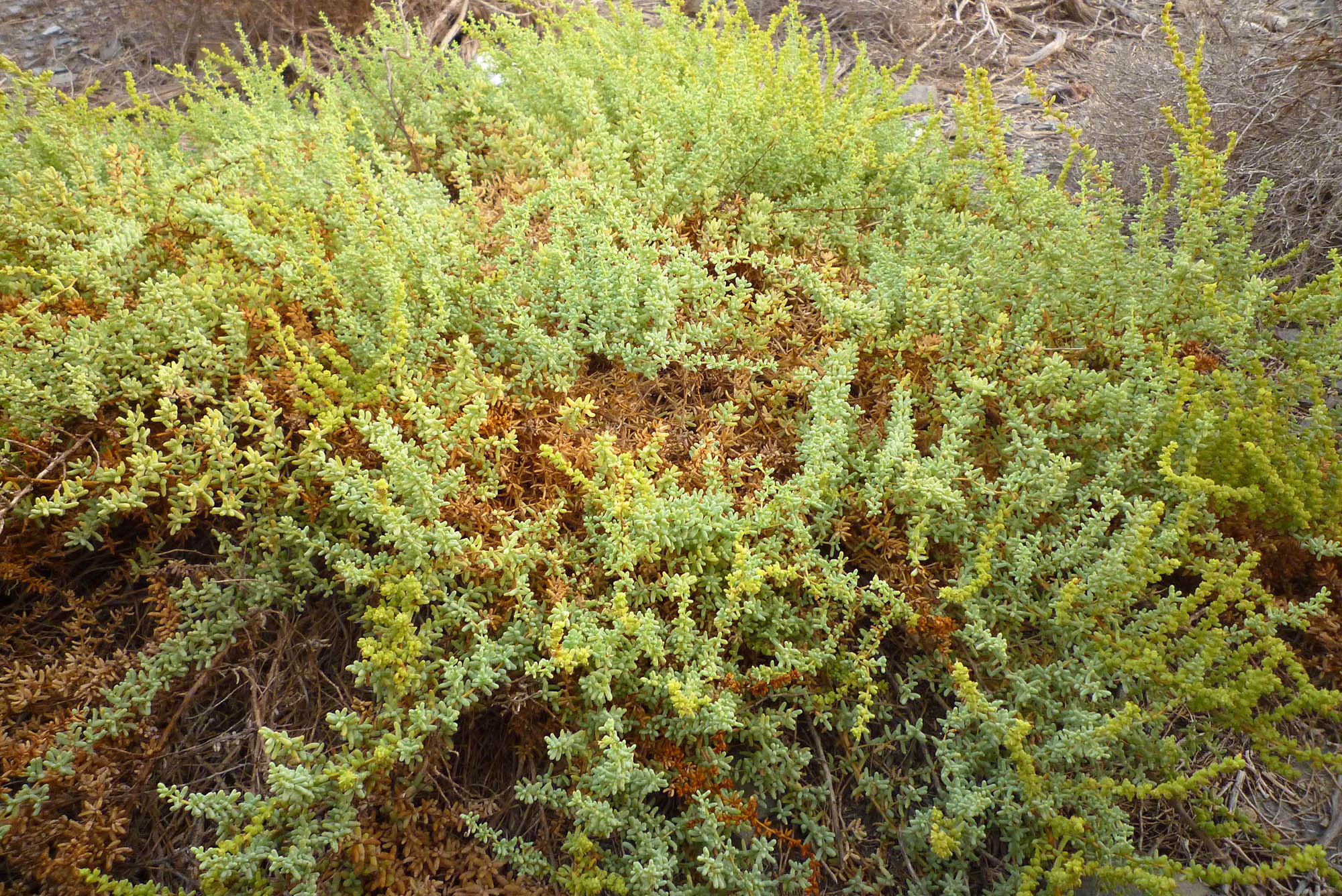
Salsola papillosa, Habitus

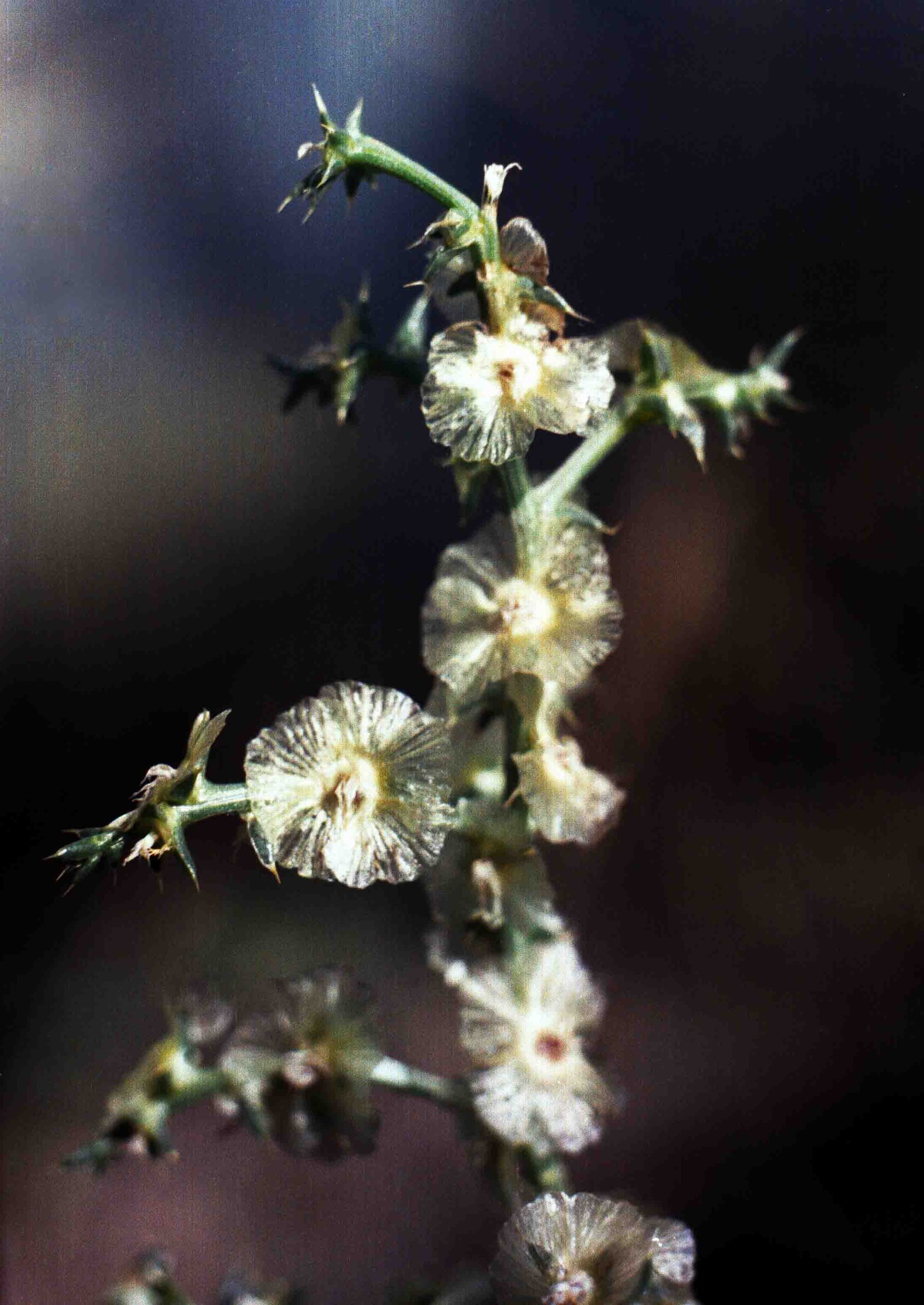
Salsola tamamschjanae, Fruchtstand mit geflügelten Früchten

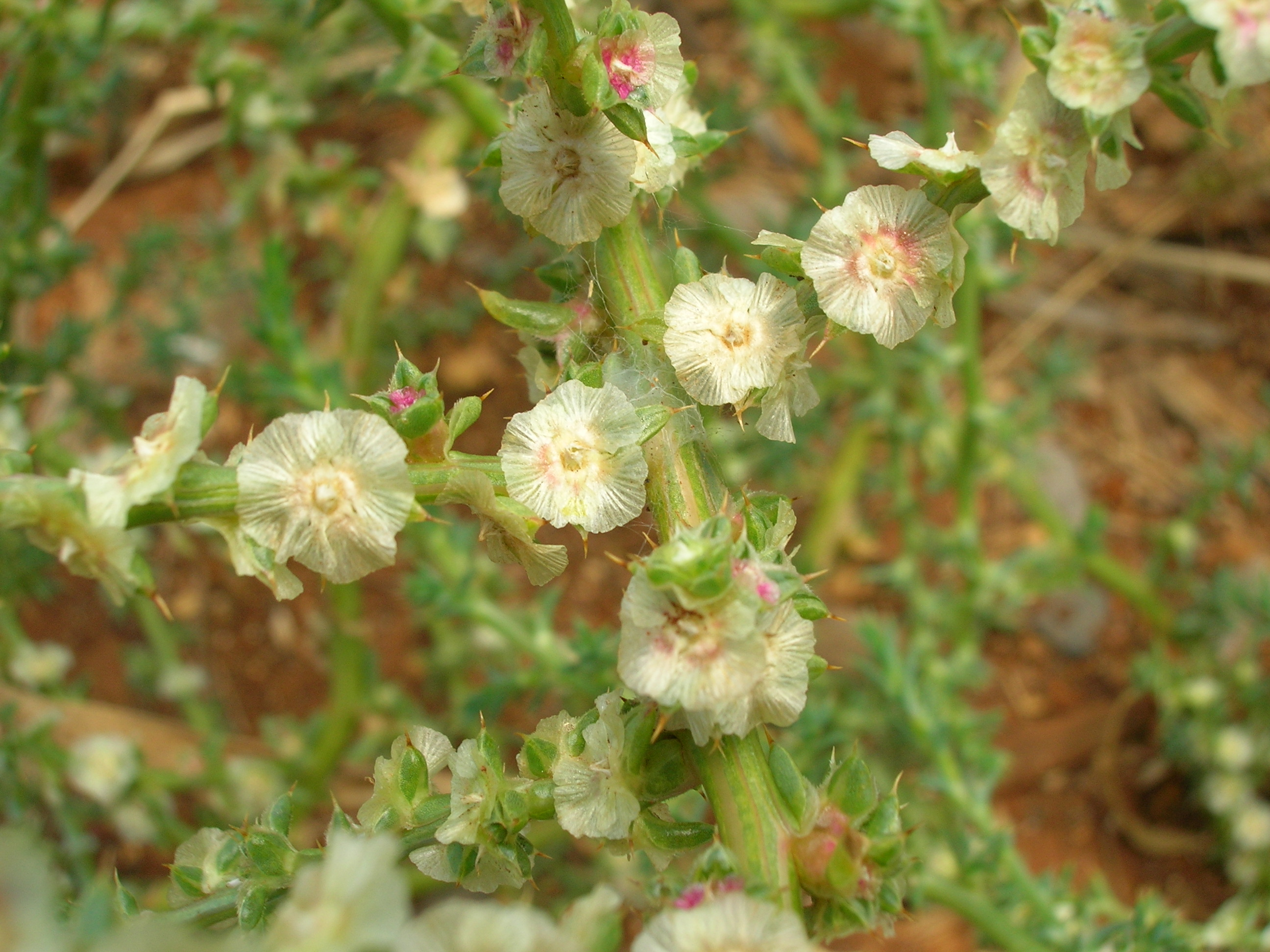
Ruthenisches Salzkraut (Salsola tragus), Fruchtstand

Die Salzkräuter (Salsola L., Syn. Kali Mill.) sind eine Pflanzengattung in der Familie der Fuchsschwanzgewächse (Amaranthaceae).

## Beschreibung

### Vegetative Merkmale
Zu den Salzkräutern gehören einjährige krautige Pflanzen, aber auch Halbsträucher und kleinere Sträucher.
Die Laubblätter sind meist wechselständig, gelegentlich auch gegenständig angeordnet. Sie sind ungestielt, einfach, meist fleischig und oft halbstielrund. Häufig sind sie an der Basis verbreitert und laufen am Ende in einer Stachelspitze aus.

### Generative Merkmale
Die unscheinbaren Blüten sitzen meist einzeln in der Achsel eines Tragblatts und zweier Vorblätter. Die Blütenhülle besteht aus fünf freien Tepalen. Es sind fünf vor den Tepalen stehende Staubblätter mit länglichen Staubbeuteln vorhanden. Der fast kugelige Fruchtknoten trägt einen dünnen Griffel und endet in zwei fadenförmigen Narben.
Die Frucht bleibt meist von der Blütenhülle umschlossen. Auf dem Rücken der Tepalen bilden sich flügelartige Anhängsel, die bei den beiden inneren Tepalen deutlich kleiner und schmaler sind. Der spiralige Embryo enthält kein Perisperm.

### Chromosomenzahl
Die Chromosomengrundzahl ist x=9.

## Vorkommen
Das Verbreitungsgebiet der Gattung erstreckt sich von Westeuropa bis nach Ostasien und in Nord-Süd-Richtung von den Küsten Skandinaviens zum südlichen Mittelmeergebiet, zum Persischen Golf und bis zum Himalaja. Der Schwerpunkt der Verbreitung liegt in Mittelasien und Zentralasien. Wenige Arten sind in Australien heimisch.
Mehrere Arten sind in Nordamerika und Südamerika eingeschleppt worden. Salsola tragus ist als eingeführte Art auch in Südafrika und Australien verbreitet.
Die Arten besiedeln oft Halbwüsten und Steppen und sind an offenen, salzreichen oder trockenen Standorten zu finden.

## Systematik
Die Gattung Salsola gehört in die Tribus Salsoleae in der Unterfamilie der Salsoloideae innerhalb der Familie der Amaranthaceae s. l. (Chenopodiaceae s. str.).
Der Gattungsname Salsola wurde 1753 von Carl von Linné in Species Plantarum, Tomus I, S. 222 erstveröffentlicht. Der wissenschaftliche Name leitet sich vom lateinischen Wort salsus für salzig ab, entsprechend den Habitaten vieler Arten. Als Typusart schlugen Nathaniel Lord Britton und Addison Brown 1913 Salsola soda vor. 1929 wählte Albert Spear Hitchcock jedoch Salsola kali als Typusart. Dieses Vorhandensein von zwei verschiedenen Lektotypen führte später zu taxonomischem Disput.
Die Gattung Salsola war äußerst artenreich. In der "Flora of North America" und der "Flora of China". wurde sie 2003 mit über 130 Arten geführt.  Nach molekulargenetischen Untersuchungen an der Verwandtschaftsgruppe der Salsoleae durch Akhani et al. 2007 wurde die Aufteilung von Salsola in mehrere Gattungen erforderlich. Dabei gruppierten Akhani et al. die Artengruppe um Salsola soda als Salsola (im engeren Sinne), während sie die Artengruppe um Salsola kali als eine eigene Gattung Kali abspalteten.
Doch diese Einteilung und damit die Frage, welches die "korrekte" Typusart für Salsola sei, blieb in den folgenden Jahren wissenschaftlich umstritten. Schließlich wurde Salsola kali 2017 als Typusart konserviert, also verbindlich festgelegt. Dadurch ist Kali nun wieder in Salsola enthalten. Die Arten um Salsola soda, welche seit 2007 zu Salsola zählten, wurden daraufhin in die Gattung Soda verschoben.
Synonyme von Salsola sind Kali Mill. und Salsola sect. Kali Dumort..
Folgende Arten zählen 2024 zur Gattung Salsola (Verbreitungsangaben nach Plants of the World Online):
- Salsola australis R.Br. (Syn. Kali australe (R.Br.) Akhani & Roalson): Australien.
- Salsola basaltica (C.Brullo, Brullo, Gaskin, Giusso, Hrusa & Salmeri) C.Brullo & Brullo (Syn. Kali basalticum C.Brullo, Brullo, Gaskin, Giusso, Hrusa & Salmeri): endemisch in Sizilien am Ätna.
- Hügel-Salzkraut (Salsola collina Pall., Syn. Kali collinum (Pall.) Akhani & Roalson): in Zentral- und Ostasien heimisch, eingeführt auch in Europa und Nordamerika.
- Salsola cruciata L.Chevall. ex Batt. & Trab: Algerien
- Salsola drummondii Ulbr.: von der Arabischen Halbinsel über den Iran bis nach Indien.
- Salsola glomerata (Maire) Brullo: Algerien, Marokko, Mauretanien.
- Salsola gobicola Iljin (Syn. Kali gobicola (Iljin) Brullo & Hrusa): Mongolei
- Salsola griffithii (Bunge) Freitag & K.Khani (Syn. Kali griffithii (Bunge) Akhani & Roalson): südöstlicher Iran, südliches Afghanistan, Pakistan (Belutschistan).
- Salsola gymnomaschala Maire: Marokko, Mauretanien, W-Sahara.
- Salsola ikonnikovii Iljin (Syn. Kali ikonnikovii (Iljin) Akhani & Roalson): Mongolei, China (Nei Mongol, Qinghai).
- Salsola jacquemontii Moq. (Syn. Kali jacquemontii (Moq.) Akhani & Roalson): von Nordost-Afghanistan über Nepal bis zur Mongolei.
- Kali-Salzkraut (Salsola kali L., Syn. Kali turgidum (Dumort.) Guterm.): in Europa vor allem an den Küsten von Ostsee, Nordsee und Atlantik verbreitet.
- Salsola komarovii Iljin (Syn. Kali komarovii (Iljin) Akhani & Roalson): Ostasien.
- Salsola macrophylla R.Br.: Australien.
- Salsola melitensis Botsch.: Malta.
- Salsola monoptera Bunge (Syn. Kali monopterum (Bunge) Lomon.): von Süd-Sibirien bis zum westlichen Himalaya.
- Salsola papillosa Willk.: Spanien
- Salsola paulsenii Litv. (Syn. Kali paulsenii (Litv.) Akhani & Roalson): von Südosteuropa über Südwest- und Mittelasien bis zum chinesischen Xinjiang. Eingeführt auch in Nordamerika.
- Salsola praecox (Litv.) Iljin (Syn. Kali praecox (Litv.) Sukhor.): vom südöstlichen Transkaukasus bis zum chinesischen Xinjiang und südwestlichen Pakistan.
- Salsola rosacea L. (Syn. Kali rosaceum (L.) Moench): von Zentralasien bis zum chinesischen Xinjiang.
- Salsola ryanii Hrusa & Gaskin (syn. Kali ryanii (Hrusa & Gaskin) Brullo & Hrusa): Kalifornien.
- Salsola sabrinae  Mosyakin: Australien.
- Salsola sinkiangensis A.J.Li (Syn. Kali sinkiangense (A.J.Li) Brullo, Giusso & Hrusa): China (Xinjiang, Gansu).
- Salsola squarrosa Steven ex Moq.: Griechenland.
- Salsola tamamschjanae Iljin (Syn. Kali tamamschjanae (Iljin) Akhani & Roalson): Türkei, Kaukasus, nordwestlicher Iran.
- Salsola tamariscina Pall. (Syn. Kali tamariscinum (Pall.) Akhani & Roalson): von der Ukraine über Zentralasien bis zum chinesischen Xinjiang.
- Ruthenisches Salzkraut (Salsola tragus L., Syn. Kali tragus (L.) Scop.): heimisch vom Mittelmeergebiet über Südosteuropa bis Südwest- und Zentralasien, verschleppt auch in Amerika, Südafrika und Australien.
- Salsola tunetana Brullo: Tunesien und Libyen.
- Salsola verticillata Schousb.: Marokko.
- Salsola zaidamica Iljin (Syn. Kali zaidamicum (Iljin) Akhani & Roalson): südliche Mongolei, China (Qinghai, Xinjiang, Gansu).
- Salsola zygophylla Batt. & Trab.: Algerien, Marokko, Tunesien.

Systematische Stellung noch unklar:
- "Canarosalsola":[5]
  - Salsola divaricata Masson ex Link: Kanarische Inseln.
- "Collinosalsola":[5]
  - Salsola arbusculiformis Drob.: Iran bis Zentralasien und Xinjiang.
  - Salsola laricifolia Turcz. ex Litw.: Zentralasien bis Mongolei und nördliches Xinjiang.
- Weitere Arten:
  - Salsola genistoides Juss. ex Poir.: Wird auch als Caroxylon genistoides (Juss. ex Poir.) Pau in die Gattung Caroxylon gestellt.[8]
  - Salsola pachyphylla Botsch.: Kirgisistan.
  - Salsola webbii Moq.: Südspanien und Marokko.

## Wirtschaftliche Bedeutung
Einige Arten, insbesondere Ruthenisches Salzkraut, bereiten in Amerika Probleme als Unkraut.